# Święcica (powiat sandomierski)
Święcica – wieś w Polsce położona w województwie świętokrzyskim, w powiecie sandomierskim, w gminie Obrazów. W okolicach wsi znajdują się dwa kurhany.
Prywatna wieś szlachecka położona była w drugiej połowie XVI wieku w powiecie sandomierskim województwa sandomierskiego. W latach 1975–1998 miejscowość należała administracyjnie do województwa tarnobrzeskiego.

## Historia
Święcica była w średniowieczu folwarkiem rycerskim i należała do rodu Święcickich herbu Jastrzębiec. Na przełomie XVIII i XIX wieku właścicielem wsi był podpułkownik Feliks Ślubicz-Załęcki, kawaler Virtuti Militari i Legii Honorowej, uczestnik kampanii napoleońskiej. Po nim przejął Święcicę Franciszek Chomętowski, który jako poseł w 1831 roku podpisał się pod aktem detronizacji cesarza Mikołaja I jako króla Polski. Jego syn Władysław (1829–1876), urodzony w pobliskim Usarzowie, zasłynął jako pisarz, historyk oraz kustosz zbiorów bibliotecznych Krasińskich i Konstantego Świdzińskiego.
Kolejnymi właścicielami wsi byli Bukowińscy. W 1871 roku w Święcicy urodził się Władysław Bukowiński, używający pseudonimu „Selim” poeta, krytyk literacki i teatralny. Przed stu laty założył i redagował miesięcznik literacko-artystyczny i naukowy „Sfinks”, z którym współpracowali m.in. Stefan Żeromski i Tadeusz Miciński.
W Święcicy zachował się dwór Bukowińskich. Nie bardzo już jednak przypomina szlachecką rezydencję z XIX wieku, ponieważ został przebudowany. Po wojnie mieściła się w nim szkoła, a obecnie jest zamieszkały przez kilka rodzin. Zobaczyć go można w starym zaniedbanym parku, obok bloków mieszkalnych i zniszczonych budynków produkcyjnych. To pozostałość po zakładach usług technicznych, jakie działały na podworskim majątku.
Po Bukowińskich została w Święcicy jeszcze jedna pamiątka – ruiny spichlerza z frontową ścianą w formie portyku, na którym widnieje data „1873”. Położony ok. 200 m na południe od dawnego dworu budynek jest otoczony ze wszystkich stron zaroślami. Od lat nie jest wykorzystywany, mocno zniszczony i skazany na zawalenie.

## Zabytki
Park z  XIX w., wpisany do rejestru zabytków nieruchomych (nr rej.: A.709 z 20.12.1957).